# Beryl wz.96
Beryl wz.96  — польський автомат, розроблений фірмою Zakłady Metalowe «Łucznik» на базі АК-74.

## Історія
Після розвалу системи Варшавського договору Польща переорієнтувалася у своїй зовнішній політиці на країни НАТО, наслідком чого стала необхідність переходу на зброю під стандартні патрони даного блоку. Оскільки в країні були підприємства, що виробляють різні модифікації автомата Калашникова, було вирішено не закуповувати зброю в інших країн, а відповідним чином модифікувати власні зразки. Тим більше, що вже був досвід з виробництва зброї під патрон 5,56 мм НАТО: у 1991 році для продажу на експорт були випущені КБК wz.90 Тантал та СКБК wz.91 Onyks.
В результаті дослідних робіт у 1996 році з'явилися Karabinek Szturmowy wz.96 Beryl і Subkarabinek wz.96 Mini Beryl (укорочений варіант). Після випробувань та внесення деяких змін у конструкцію в 1998 році автомати були прийняті на озброєння армії Польщі.
За результатами бойового застосування автоматів в Іраку і Афганістані автомати були модифіковані. Оновлений варіант Beryl з'явився в 2007 році.

## Конструкція
Beryl в цілому повторює конструкцію Калашнікова, але є декілька відмінностей. Перш за все це унікальний 30-патроний магазин, який уніфікований з НАТОвськими зразками. Крім того, з автоматом можливе використання підстволових 40-мм гранатометів wz.1974 або wz.96 Pallad. Дальність ефективного вогню гранатомета до 150 та до 250 метрів.

## Модифікації

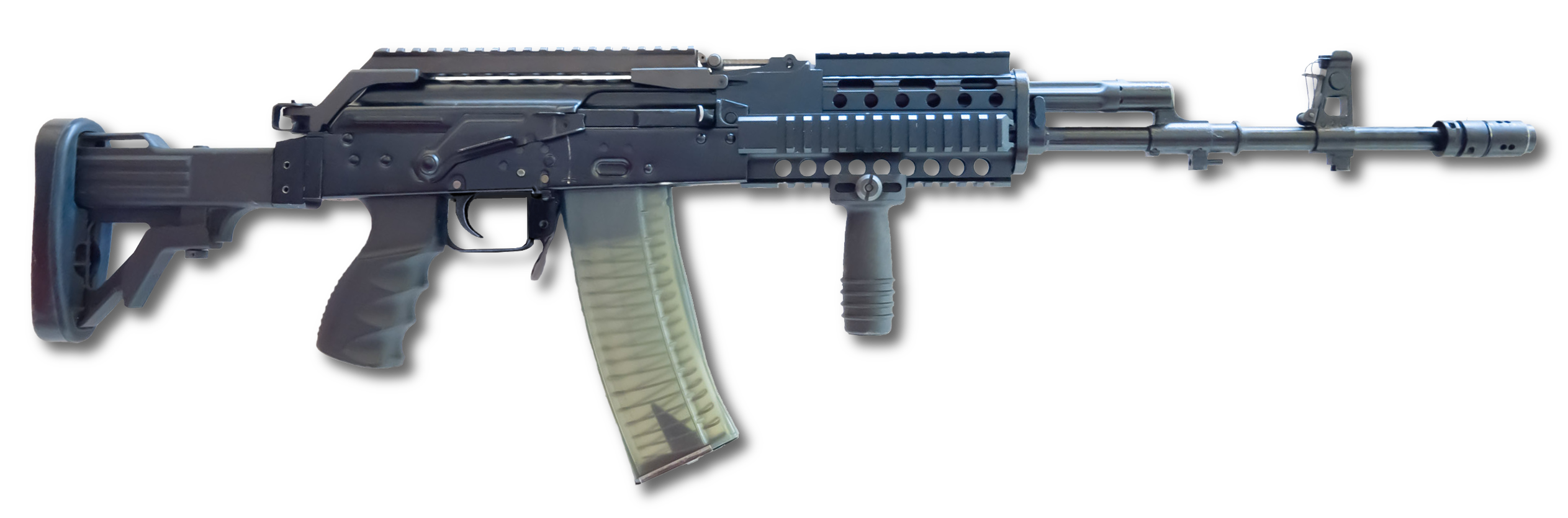
Beryl wz.96C (2009 рік)

- Beryl — базовий варіант
- Beryl Commando — укороченний варіант зі стволом довжиною 375 мм.
- Mini-Beryl — варіант зі стволом в 235 мм.
- Radom-Sports (Beryl IPSC) — самозарядний цивільний варіант.

## Країни-експлуатанти
- Афганістан — невідома кількість було передано Польщею[3].
- Литва — 80 од. wz. 1996A (10 з гранатометом Pallad та 10 з CWL-1) використовуються спецназом та розвідувальними підрозділами[4]
- Нігерія — 1000 одиниць Beryl M762 (версія wz. 96C з патроном 7,62×39 мм) було доставлено до збройних сил Нігерії в 2014 році, 500 - у 2015 році[5]. Fabryka Broni Lucznik очікує, що контракт на поставку перевищує 6000 одиниць у наступні роки, якщо нігерійська армія вирішить повністю взяти на озброєння зброю[6]. На даний момент (липень 2017 р.) нігерійська армія має 2000 одиниць цієї зброї[7]. У березні 2018 року Defense Industries Corporation of Nigeria (DICON) підписала лист про намір виробляти гвинтівки в Нігерії[8].
- Польща — близько 80 500 одиниць (+74,147 wz. 96C Beryl на замовлення[9]), включає всі версії (wz. 1996A, wz. 1996B, wz. 1996C) та Mini-Beryl[10][11].
- Туреччина — wz.2004 обмежено використовується антитерористичними підрозділами Головного управління безпеки (Туреччина)[12].